# Фелікс Кшесінський
Фелікс Кшесінський (пол. Feliks Krzesiński); у Росії відомий як Кшесінський Фелікс Іванович (рос. Кшесинский Феликс Иванович; 1823–1905) — польський та російський танцівник, артист балету та хореограф. Соліст Маріїнського театру, свого часу відомий виконанням мазурки.

## Біографія
Навчався у Варшавській балетній школі у Моріса Півонії. У 1838 році був прийнятий в балетний колектив Варшавського урядового театру. У 1845 році стає солістом; вважався одним з провідних танцівників Варшави аж до 1852 року.
Серед його репертуару був балет А. Адана «Жізель», а також роль нареченого в спектаклі «Краківське весілля» («Весілля в Ойцові», пол. Wesele w Ojcowie).
У 1853 році переїхав до столиці Російської імперії Санкт-Петербурга, де продовжив свою кар'єру (згідно з істориком балету Ю. О. Бахрушина, залишився в Санкт-Петербурзі в 1851 році після гастролей вистави «Селянське весілля»).
У 1858 році поставив в Москві балет «Роберт і Бертрам, або два злодія».
Виступав на балетній сцені в характерних танцях, особливо прославився як виконавець мазурки. З віком перейшов на виконання пантомімних ролей. Однією з найкращих його ролей вважається хан в балеті «Коник-Горбоконик». Відрізняється творчим довгожительством, прослужив на сцені 67 років.
Був одружений з Юлією Домінською (вдовою балетного танцівника Леде, що мала дев'ятьох дітей від першого чоловіка, четверо з яких не пережили дитинство), у шлюбі з якою мав двох дочок і двох синів. Всі його діти, крім Станіслава (1864—1868), закінчили Санкт-петербурзьке імператорське театральне училище і танцювали в Маріїнському театрі:
- Юлія (у шлюбі Зедделер; 1866—1969) — артистка Імператорських театрів, характерна танцівниця;[6]
- Йосип (1868—1942) — танцівник і балетмейстер, заслужений артист РРФСР (1927);
- Матильда (1872—1971) — прима-балерина Імператорських театрів, згодом (в еміграції), дружина великого князя Андрія Володимировича.